# V. Narry Kim
V. Narry Kim (narozena 1969) je jihokorejská biochemička a mikrobioložka. Je známá pro svou práci na biogenezi microRNA.

## Osobní život
V. Narry Kim se narodila v Jižní Koreji v roce 1969. Kim se poprvé začal zajímat o vědu jako student střední školy. Na otázku, proč si vybrala vědu jako celoživotní kariéru, odpověděla: „Okouzlila mě jednoduchost principů, které jsou základem složitosti života.“

## Kariéra
Její akademická cesta ji zavedla do Spojených států, kde nastoupila na pozici do lékařského institutu Howarda Hughese na Pensylvánské univerzitě ve Philadelphii jako asistentka. Poté, co dokončila svůj postdoktorandský výzkum u microRNA v laboratoři Gideona Dreyfusse, Kim dokončila postdoktorandská studia a v roce 2001 se vrátila do Koreje.
Poté začala pracovat na Národní Univerzitě v Soulu jako odborná asistentka výzkumu. Ve svých třiceti pěti letech už měla Kim dvaadvacet svých prací publikovaných ve známých a prestižních vědeckých časopisech, jako jsou Science a Nature. Kromě toho Kim vlastní čtyři patenty na základě svých výzkumných aktivit, včetně jednoho na nový vektor přenosu genů na bázi HIV.
V roce 2008 se stala docentkou a v roce 2013 profesorem. Se sídlem v Soulské národní univerzitě začala v roce 2012 spolupracovat s Ústavem pro základní vědu (IBS) jako zakládající ředitelka Centrum pro výzkum RNA. její laboratoř se zaměřuje na výzkum genové regulace zprostředkovaný RNA, konkrétně zkoumá posttranskripční genovou regulaci zprostředkovanou mikroRNA (miRNA). Laboratoř studuje biochemii, molekulární biologii q genetické, biofyzikální a výpočetní přístupy. Výzkum je zaměřen na miRNA, což jsou malé nekódující RNA zapojené prakticky do všech pracovních aspektů eukaryotických buněk. Těsná kontrola miRNA je životně důležitá pro normálně fungující buňky. Pokud jsou neregulované, miRNA mohou být často spojeny s lidskými chorobami, jako je rakovina. Díky zaměření na biogenezi miRNA laboratoř Dr. Kim významně přispěla k pochopení toho, že miRNA jsou vytvářeny a zpracovávány v živočišných buňkách. Tyto studie mohou potenciálně otevřít dveře novým formám léčby rakoviny a inženýrství kmenových buněk.
V roce 2013 vyvinula Kim spolu s profesorem Jin-Soo Kim z katedry chemie SNU novou technologii k eliminaci konkrétních mikroRNA. Tato nová technologie, by mohla být v budoucnu použita k léčbě rakoviny a dalších nemocí. Ve výzkumu byly použity TALENy (tip enzymů) k oddělení určité mikroRNA od buňky. TALENy byly použity k vytvoření proteinu dříve, ale toto bylo poprvé, co byly použity k oddělení mikroRNA. Tým pro tento konkrétní účel vyvinul 540 různých TALENů. Když to bylo aplikováno na rakovinné buňky, míra proliferace rakovinných buněk klesla na jednu třetinu původního. Tento objev byl publikován ve vědeckém časopise Nature Structural and Molecular Biology z 11. listopadu 2013.

## Práce

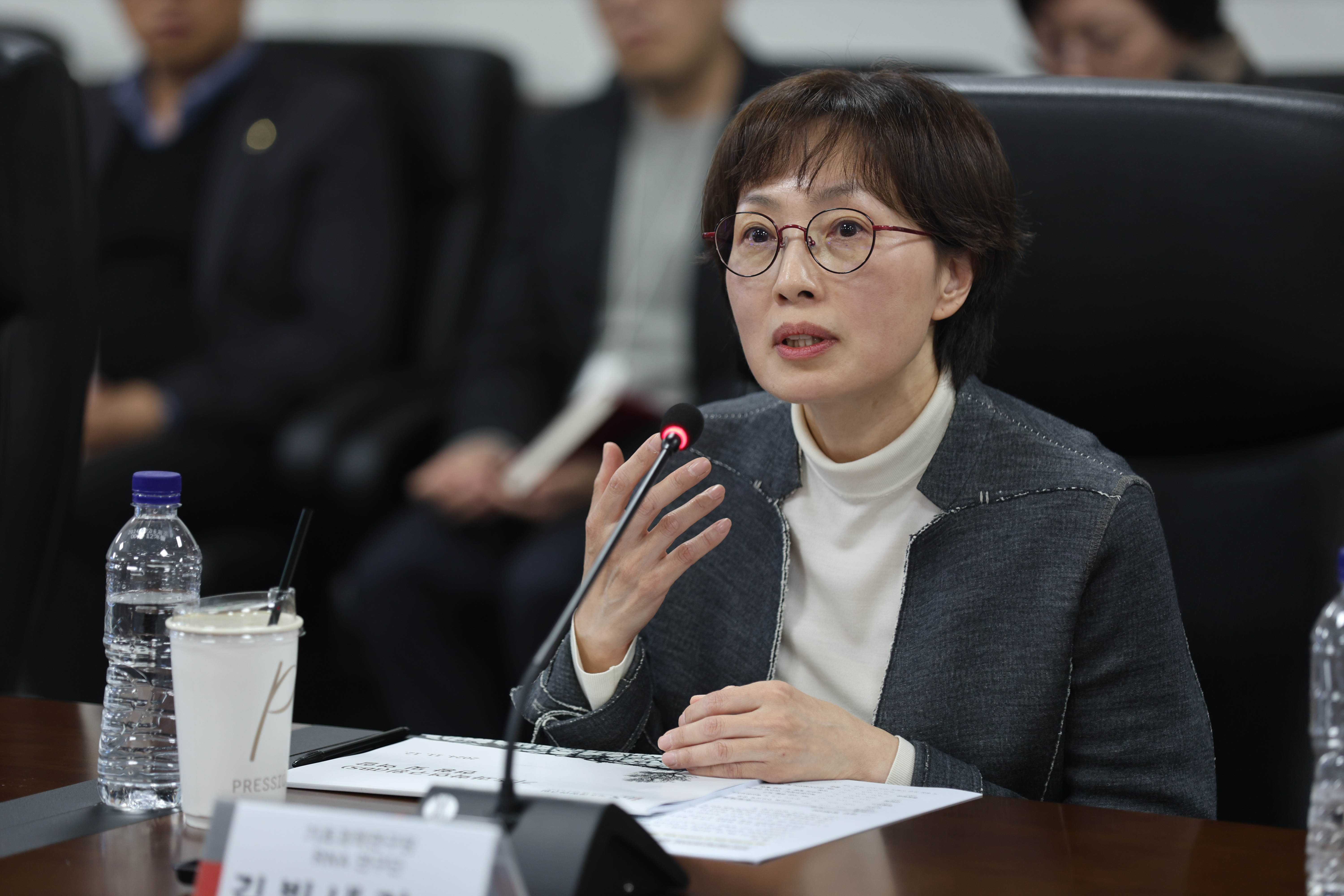
Kim mluví na setkání v roce 2024.

- 2013–současnost: Professor, Seoul National University

- 2012–současnost: Director, Center for RNA Research, Institute for Basic Science

- 2010–současnost: SNU Distinguished Fellow, Seoul National University

- 2008–2013: Associate Professor, Seoul National University

- 2004–2008: Assistant Professor, Seoul National University

- 2001–2004: Research Assistant Professor, Seoul National University

- 1999–2001: Postdoctoral fellow, Howard Hughes Medical Institute, University of Pennsylvania (with Gideon Dreyfuss)

- 2015–současnost: Board of Reviewing Editors, Science

- 2014–současnost: Foreign Associate, National Academy of Sciences (NAS)

- 2014–současnost: Editorial Board, Molecular Cell

- 2012–současnost: Member, The Korean Academy of Science Technology

- 2014: Organizer, Keystone Symposia

- 2013–2014: Council Member, Presidential Advisory Council on Science and Technology

- 2013–2014: Meetings Committee, The RNA Society

- 2013–současnost: Foreign Associate, European Molecular Biology Organization (EMBO)

- 2012–současnost: Editorial Board, Genes & Development

- 2011-2012: Director, The RNA Society

- 2011: Co-organizer, ISSCR-Cold Spring Harbor Asia Joint Meeting, Suzhou, China

- 2011–současnost: Editorial Board, The EMBO Journal

- 2011: Co-organizer, Keystone Symposia (RNA Silencing), Monterey, United States

- 2010–současnost: Editorial Board, Cell

- 2010–současnost: Member, Human Frontier Science Program Fellowship Review Committee

- 2010–2011: Director, The RNA Society

- 2009–současnost: Editorial Board, Cell Research

- 2009: Organizer, The 14th Annual Meeting of the RNA Society Meeting, Madison, United States

- 2008: Organizer, Seoul RNA Symposium, Seoul, South Korea

- 2007: Session Organizer and Publication Committee Member, FAOMB, Seoul, South Korea

- 2006–2008: Council Member, Presidential Advisory Council on Science and Technology, South Korea